# Psammodromus algirus
Psammodromus algirus là một loài thằn lằn trong họ Lacertidae. Loài này được Linnaeus mô tả khoa học đầu tiên năm 1758.

## Hình ảnh

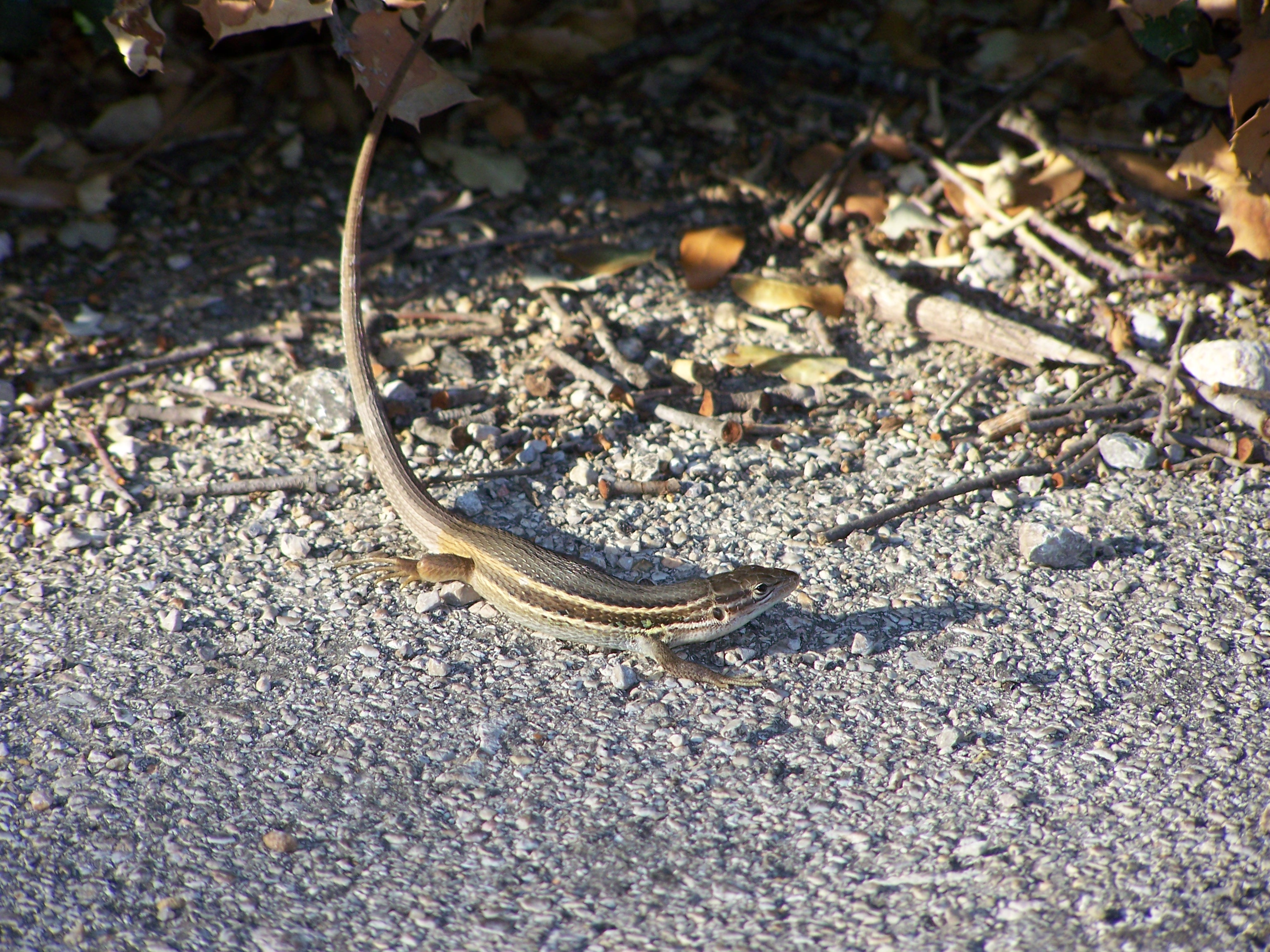
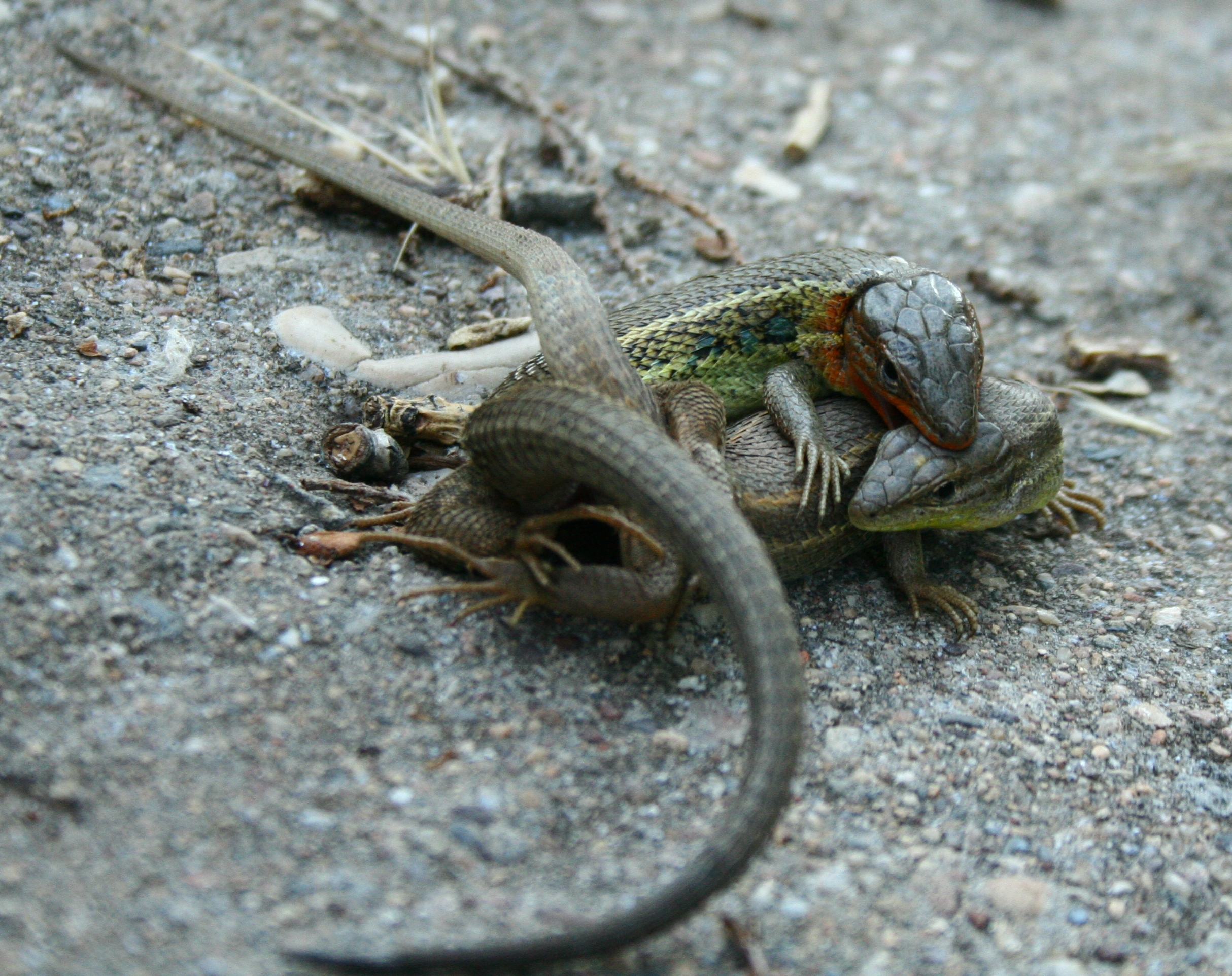
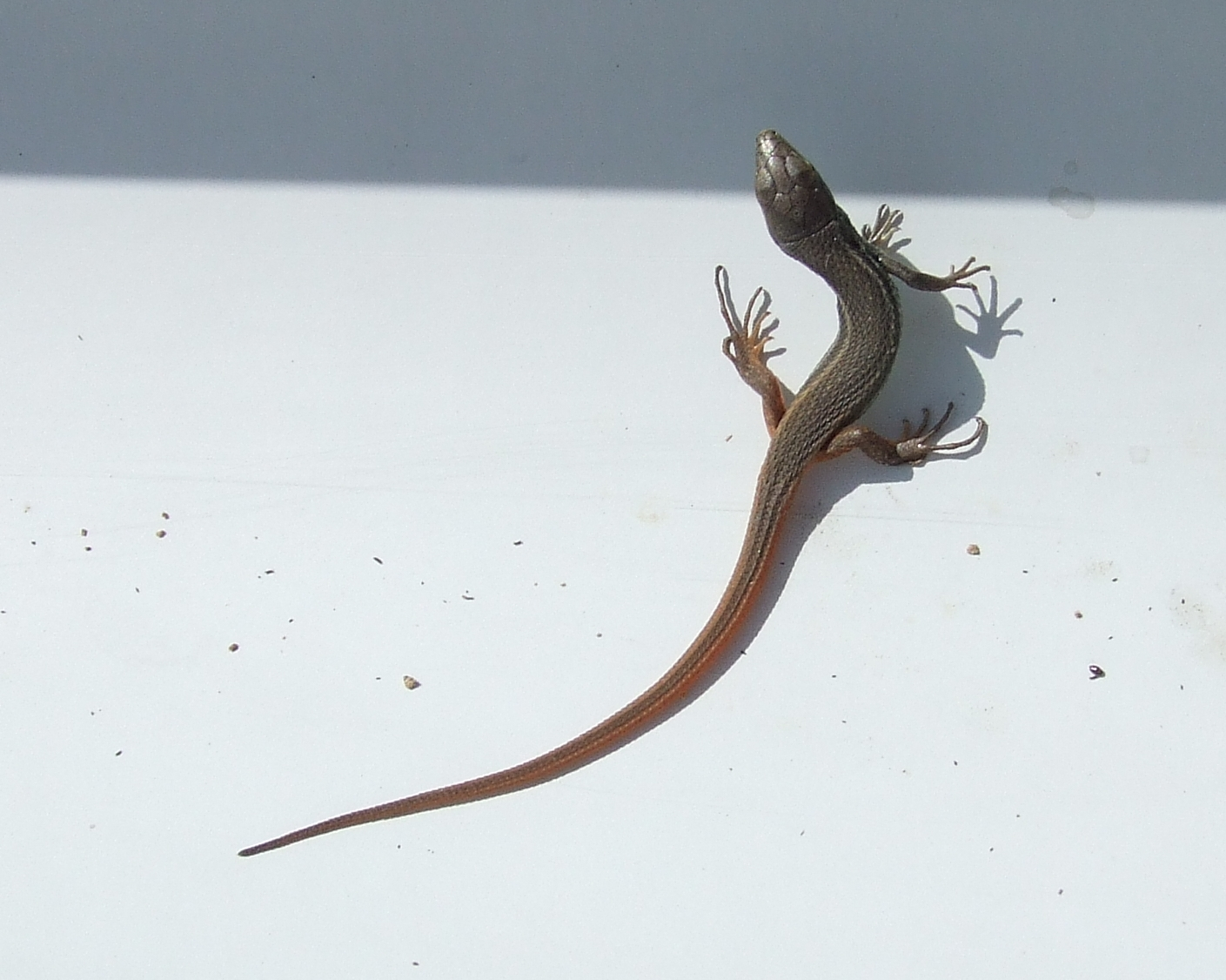
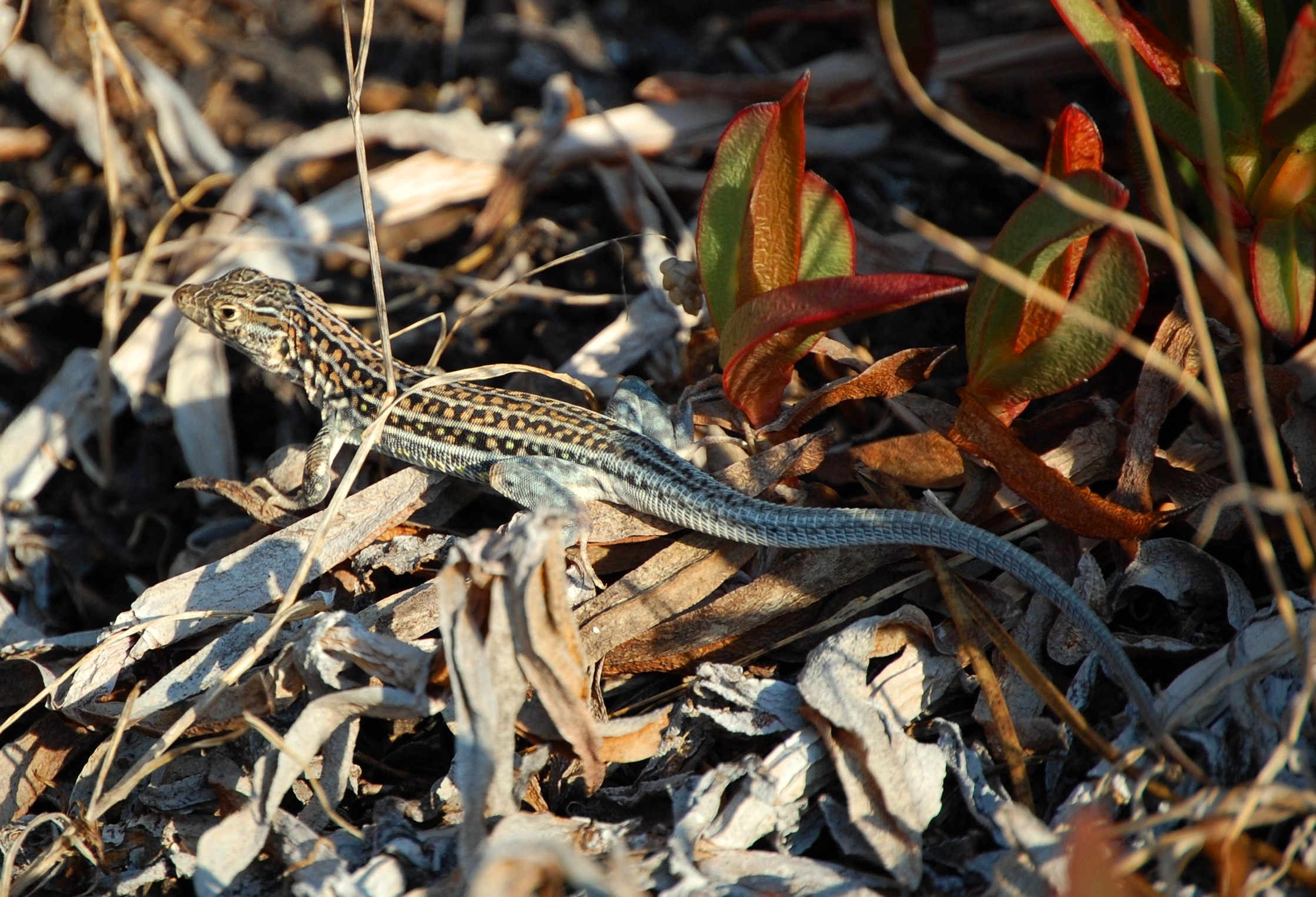